# Record sudcoreani del nuoto
I record sudcoreani del nuoto sono i tempi più veloci mai nuotati in una competizione, da un nuotatore rappresentante la Corea del Sud.
(Dati aggiornati al 18 luglio 2025)

## Vasca lunga (50m)

### Uomini
| Gara                     | Tempo    | +  | Atleta                                                                                      | Data              | Evento                         | Luogo                   | Ref    |
| ------------------------ | -------- | -- | ------------------------------------------------------------------------------------------- | ----------------- | ------------------------------ | ----------------------- | ------ |
| Stile libero             |          |    |                                                                                             |                   |                                |                         |        |
| 50 m                     | 21"72    |    | Ji Yu-chan                                                                                  | 25 settembre 2023 | Giochi asiatici                | Hangzhou, Cina          | [ 1 ]  |
| 100 m                    | 47"56    | sf | Hwang Sun-woo                                                                               | 28 luglio 2021    | Giochi olimpici                | Tokyo, Giappone         |        |
| 200 m                    | 1'44"40  |    | Hwang Sun-woo                                                                               | 27 settembre 2023 | Giochi asiatici                | Hangzhou, Cina          | [ 2 ]  |
| 400 m                    | 3'41"53  |    | Park Tae-hwan                                                                               | 16 novembre 2010  | Giochi asiatici                | Canton, Cina            | [ 3 ]  |
| 800 m                    | 7'46"03  |    | Kim Woo-min                                                                                 | 28 settembre 2023 | Giochi asiatici                | Hangzhou, Cina          | [ 4 ]  |
| 1500 m                   | 14'47"38 |    | Park Tae-hwan                                                                               | 12 febbraio 2012  | NSW Open                       | Sydney, Australia       | [ 5 ]  |
| Dorso                    |          |    |                                                                                             |                   |                                |                         |        |
| 50 m                     | 24"48    |    | Yoon Ji-hwan                                                                                | 27 marzo 2025     | Campionati sudcoreani          | Gimcheon, Corea del Sud |        |
| 100 m                    | 53"32    |    | Lee Ju-ho                                                                                   | 27 marzo 2022     | Campionati sudcoreani          | Gimcheon, Corea del Sud |        |
| 200 m                    | 1'56"05  |    | Lee Ju-ho                                                                                   | 24 novembre 2023  | Campionati sudcoreani          | Gimcheon, Corea del Sud | [ 6 ]  |
| Rana                     |          |    |                                                                                             |                   |                                |                         |        |
| 50 m                     | 26"86    |    | Choi Dong-yeol                                                                              | 19 aprile 2025    | Coppa Hinata                   | Miyazaki, Giappone      |        |
| 100 m                    | 59"28    |    | Choi Dong-yeol                                                                              | 25 settembre 2023 | Giochi asiatici                | Hangzhou, Cina          |        |
| 200 m                    | 2'08"59  |    | Cho Sung-jae                                                                                | 17 novembre 2020  | Campionati sudcoreani          | Gimcheon, Corea del Sud |        |
| Farfalla                 |          |    |                                                                                             |                   |                                |                         |        |
| 50 m                     | 23"15    |    | Baek In-chul                                                                                | 14 ottobre 2023   | Festival nazionale dello sport | Mokpo, Corea del Sud    | [ 7 ]  |
| 100 m                    | 51"65    |    | Yang Jae-hoon                                                                               | 13 giugno 2024    | Campionati sudcoreani          | Gwangju, Corea del Sud  | [ 8 ]  |
| 200 m                    | 1’54”95  |    | Kim Min-seop                                                                                | 23 marzo 2024     | Trials nazionali sudcoreani    | Gimcheon, Corea del Sud |        |
| Misti                    |          |    |                                                                                             |                   |                                |                         |        |
| 200 m                    | 1'58"04  |    | Hwang Sun-woo                                                                               | 12 ottobre 2021   | Festival nazionale dello sport | Gimcheon, Corea del Sud | [ 9 ]  |
| 400 m                    | 4'15"27  |    | Kim Min-kyu                                                                                 | 8 dicembre 2009   | Giochi dell'Est asiatico       | Kowloon, Hong Kong      | [ 10 ] |
| Staffette a stile libero |          |    |                                                                                             |                   |                                |                         |        |
| 4×100 m                  | 3'12"96  |    | Ji Yu-chan (48"90) Lee Ho-joon (47"79) Kim Ji-hun (48"66) Hwang Sun-woo (47"61)             | 28 settembre 2023 | Giochi Asiatici                | Hangzhou, Cina          | [ 11 ] |
| 4×200 m                  | 7'01"73  |    | Yang Jae-hoon (1'46"83) Lee Ho-joon (1'45"36) Kim Woo-min (1'44"50) Hwang Sun-woo (1'45"04) | 25 settembre 2023 | Giochi asiatici                | Hangzhou, Cina          | [ 1 ]  |
| Staffetta mista          |          |    |                                                                                             |                   |                                |                         |        |
| 4×100 m                  | 3'32"05  |    | Lee Ju-ho (53"54) Choi Dong-yeol (59"12) Kim Young-beom (51"76) Hwang Sun-woo(47"36)        | 26 settembre 2023 | Giochi asiatici                | Hangzhou, Cina          | [ 12 ] |

Legenda:  - Record del mondo;  - Record asiatico;

Record non ottenuti in finale: (b) - batteria; (sf) - semifinale; (s) - staffetta prima frazione.

### Donne
| Gara                     | Tempo    | + | Atleta                                                                                        | Data                           | Evento                               | Luogo                               | Ref    |
| ------------------------ | -------- | - | --------------------------------------------------------------------------------------------- | ------------------------------ | ------------------------------------ | ----------------------------------- | ------ |
| Stile libero             |          |   |                                                                                               |                                |                                      |                                     |        |
| 50 m                     | 24"97    |   | Hur Yeon-kyung                                                                                | 15 ottobre 2023                | Festival nazionale dello sport       | Mokpo, Corea del Sud                |        |
| 100 m                    | 54"49    |   | Hur Yeon-kyung                                                                                | 25 novembre 2023               | Trials mondiali sudcoreani           | Gimcheon, Corea del Sud             |        |
| 200 m                    | 1'58"41  |   | Kim Seo-yeong                                                                                 | 3 marzo 2019                   | Trials mondiali sudcoreani           | Gimcheon, Corea del Sud             |        |
| 400 m                    | 4'10"89  |   | Han Da-kyung                                                                                  | 25 marzo 2021                  | Campionati sudcoreani                | Gimcheon, Corea del Sud             |        |
| 800 m                    | 8'38"32  |   | Han Da-kyung                                                                                  | 24 marzo 2024                  | Trials mondiali sudcoreani           | Gimcheon, Corea del Sud             |        |
| 1500 m                   | 16'26"67 |   | Han Da-kyung                                                                                  | 13 maggio 2021                 | Trials olimpici sudcoreani           | Jeju, Corea del Sud                 |        |
| Dorso                    |          |   |                                                                                               |                                |                                      |                                     |        |
| 50 m                     | 27"71    |   | Kim Seung-won                                                                                 | 27 marzo 2025                  | Trials olimpici sudcoreani           | Gwangju, Corea del Sud              |        |
| 100 m                    | 59"56    | s | Lee Eun-ji                                                                                    | 15 giugno 2025                 | Campionati sudcoreani                | Gwangju, Corea del Sud              |        |
| 200 m                    | 2'08"29  |   | Lee Eun-ji                                                                                    | 18 luglio 2025                 | Universiadi                          | Berlino, Germania                   |        |
| Rana                     |          |   |                                                                                               |                                |                                      |                                     |        |
| 50 m                     | 31"07    |   | Kim Dal-Eun                                                                                   | 25 ottobre 2009                | Festival nazionale dello sport       | Daejeon, Corea del Sud              |        |
| 100 m                    | 1'07"44  |   | Kim Hye-jin                                                                                   | 27 aprile 2018                 | Campionati sudcoreani                | Gwangju, Corea del Sud              |        |
| 200 m                    | 2'23"87  |   | Moon Su-a                                                                                     | 14 ottobre 2024                | Festa dello sport coreano            | Changwon, Corea del Sud             |        |
| Farfalla                 |          |   |                                                                                               |                                |                                      |                                     |        |
| 50 m                     | 26"26    |   | Jeong So-eun                                                                                  | 2 novembre 2019 21 luglio 2021 | Coppa del Mondo Campionati nazionali | Kazan', Russia Ulsan, Corea del Sud |        |
| 100 m                    | 57"07    |   | An Se-hyeon                                                                                   | 24 luglio 2017                 | Campionati mondiali                  | Budapest, Ungheria                  | [ 13 ] |
| 200 m                    | 2'06"67  |   | An Se-hyeon                                                                                   | 27 luglio 2017                 | Campionati mondiali                  | Budapest, Ungheria                  | [ 14 ] |
| Misti                    |          |   |                                                                                               |                                |                                      |                                     |        |
| 200 m                    | 2'08"34  |   | Kim Seo-yeong                                                                                 | 24 agosto 2018                 | Giochi asiatici                      | Giacarta, Indonesia                 |        |
| 400 m                    | 4'35"93  |   | Kim Seo-yeong                                                                                 | 12 maggio 2017                 | Trials mondiali sudcoreani           | Gimcheon, Corea del Sud             |        |
| Staffette a stile libero |          |   |                                                                                               |                                |                                      |                                     |        |
| 4×100 m                  | 3'42"58  | b | Lee Ku-na (55"80) Jeong So-eun (55"22) Choi Ji-won (55"97) Jung You-in (55"59)                | 21 luglio 2019                 | Campionati mondiali                  | Gwangju, Corea del Sud              |        |
| 4×200 m                  | 8'00"11  |   | Kim Seo-yeong (1'59"43) Hur Yeonk-yung (1'58"64) Park Su-jin (2'01"32) Han Dak-yung (2'00"72) | 28 settembre 2023              | Giochi asiatici                      | Hangzhou, Cina                      | [ 15 ] |
| Staffetta mista          |          |   |                                                                                               |                                |                                      |                                     |        |
| 4×100 m                  | 4'00"13  | b | Lee Eun-ji (1'00"68) Ko Ha-ru (1'08"42) Kim Seo-yeong (57"41) Hur Yeon-kyung (53"62)          | 29 settembre 2023              | Giochi Asiatici                      | Hangzhou, Cina                      | [ 16 ] |

Legenda:  - Record del mondo;  - Record asiatico;

Record non ottenuti in finale: (b) - batteria; (sf) - semifinale; (s) - staffetta prima frazione.

### Mista
| Gara                     | Tempo   | + | Atleta                                                                                  | Data              | Evento              | Luogo             | Ref    |
| ------------------------ | ------- | - | --------------------------------------------------------------------------------------- | ----------------- | ------------------- | ----------------- | ------ |
| Staffetta a stile libero |         |   |                                                                                         |                   |                     |                   |        |
| 4x100 m                  | 3'27"99 | b | Ji Yu-chan (49"11) Yang Jae-hoon (49"17) Hur Yeon-kyung (54"43) Jeong So-eun (55"28)    | 29 luglio 2023    | Campionati mondiali | Fukuoka, Giappone |        |
| Staffetta mista          |         |   |                                                                                         |                   |                     |                   |        |
| 4x100 m                  | 3'46"78 |   | Lee Enunji (1'01"37) Choi Dong-yeol (59"69) Kim Seo-yeong (57"39) Hwang Sun-woo (48"33) | 27 settembre 2023 | Giochi asiatici     | Hangzhou, Cina    | [ 17 ] |

Legenda:  - Record del mondo;  - Record asiatico;

Record non ottenuti in finale: (b) - batteria; (sf) - semifinale; (s) - staffetta prima frazione.

## Vasca corta (25m)

### Uomini
| Gara                     | Tempo    | +               | Atleta                                                                                      | Data                             | Evento                                 | Luogo                                     | Ref    |
| ------------------------ | -------- | --------------- | ------------------------------------------------------------------------------------------- | -------------------------------- | -------------------------------------- | ----------------------------------------- | ------ |
| Stile libero             |          |                 |                                                                                             |                                  |                                        |                                           |        |
| 50 m                     | 20"80    | Record asiatico | Ji Yu-chan                                                                                  | 24 ottobre 2024 14 dicembre 2024 | Coppa del mondo Campionati mondiali    | Incheon, Corea del Sud Budapest, Ungheria |        |
| 100 m                    | 46"34    |                 | Hwang Sun-woo                                                                               | 21 dicembre 2021                 | Campionati mondiali                    | Abu Dhabi, Emirati Arabi Uniti            |        |
| 200 m                    | 1'39"72  | Record asiatico | Hwang Sun-woo                                                                               | 18 dicembre 2022                 | Campionati mondiali                    | Melbourne, Australia                      |        |
| 400 m                    | 3'34"59  | Record asiatico | Park Tae-hwan                                                                               | 6 dicembre 2016                  | Campionati mondiali                    | Windsor, Canada                           | [ 18 ] |
| 800 m                    | 7'37"01  | [ 19 ]          | Park Tae-hwan                                                                               | 11 dicembre 2016                 | Campionati mondiali                    | Windsor, Canada                           | [ 20 ] |
| 1500 m                   | 14'15"51 | Record asiatico | Park Tae-hwan                                                                               | 11 dicembre 2016                 | Campionati mondiali                    | Windsor, Canada                           | [ 20 ] |
| Dorso                    |          |                 |                                                                                             |                                  |                                        |                                           |        |
| 50 m                     | 23"22    |                 | Jeong Dong-won                                                                              | 23 settembre 2017                | Giochi asiatici e arti marziali indoor | Aşgabat, Turkmenistan                     | [ 21 ] |
| 100 m                    | 50"96    | b               | Song Im-gyu                                                                                 | 26 ottobre 2024                  | Coppa del mondo                        | Incheon, Corea del Sud                    |        |
| 200 m                    | 1'52"85  |                 | Lee Ju-ho                                                                                   | 31 ottobre 2024                  | Coppa del mondo                        | Singapore                                 |        |
| Rana                     |          |                 |                                                                                             |                                  |                                        |                                           |        |
| 50 m                     | 26"05    |                 | Choi Dong-yeol                                                                              | 25 ottobre 2024                  | Coppa del mondo                        | Incheon, Corea del Sud                    |        |
| 100 m                    | 56"74    |                 | Choi Dong-yeol                                                                              | 24 ottobre 2024                  | Coppa del mondo                        | Incheon, Corea del Sud                    |        |
| 200 m                    | 2'04"78  | b               | Cho Sung-jae                                                                                | 13 dicembre 2024                 | Campionati mondiali                    | Budapest, Ungheria                        |        |
| Farfalla                 |          |                 |                                                                                             |                                  |                                        |                                           |        |
| 50 m                     | 22"60    |                 | Ji Yu-chan                                                                                  | 26 ottobre 2024                  | Coppa del mondo                        | Incheon, Corea del Sud                    |        |
| 100 m                    | 50"34    | b               | Kim Young-beom                                                                              | 24 ottobre 2024                  | Coppa del mondo                        | Incheon, Corea del Sud                    |        |
| 200 m                    | 1'53"75  |                 | Moon Seung-woo                                                                              | 25 ottobre 2024                  | Coppa del mondo                        | Incheon, Corea del Sud                    |        |
| Misti                    |          |                 |                                                                                             |                                  |                                        |                                           |        |
| 100 m                    | 52"00    |                 | Kim Ji-hun                                                                                  | 24 ottobre 2024                  | Coppa del mondo                        | Incheon, Corea del Sud                    |        |
| 200 m                    | 1'55"96  |                 | Kim Min-suk                                                                                 | 1 novembre 2024                  | Coppa del mondo                        | Singapore                                 |        |
| 400 m                    | 4'14"02  |                 | Han Kyu-chul                                                                                | 24 novembre 2003                 | Coppa del Mondo                        | Daejeon, Corea del Sud                    |        |
| Staffette a stile libero |          |                 |                                                                                             |                                  |                                        |                                           |        |
| 4×50 m                   | 1'28"56  | b               | Hwang Sun-woo (21"72) Kim Woo-min (22"21) Won Young-jun (22"20) Lee Ho-joon (22"43)         | 19 dicembre 2021                 | Campionati mondiali                    | Abu Dhabi, Emirati Arabi Uniti            |        |
| 4×100 m                  | 3'16"48  | b               | Won Young-jun (48"87) Moon Seung-woo (49"77) Kim Woo-min (48"78) Lee Ho-joon (49"06)        | 16 dicembre 2021                 | Campionati mondiali                    | Abu Dhabi, Emirati Arabi Uniti            |        |
| 4×200 m                  | 6'49"67  |                 | Hwang Sun-woo (1'40"99) Kim Woo-min (1'42"03) Lee Ho-joon (1'42"92) Yang Jae-hoon (1'43"73) | 16 dicembre 2022                 | Campionati mondiali                    | Melbourne, Australia                      |        |
| Staffette miste          |          |                 |                                                                                             |                                  |                                        |                                           |        |
| 4×50 m                   | 1'35"28  |                 | Jeong Dong-won (23"45) Moon Jae-kwon (26"42) Jeon Sung-min (23"04) Jang Dong-hyeok (22"37)  | 22 settembre 2017                | Giochi asiatici e arti marziali indoor | Aşgabat, Turkmenistan                     | [ 22 ] |
| 4×100 m                  | 3'29"36  | b               | Lee Ju-Ho (52"39) Choi Dong-yeol (57"51) Kim Ji-Hun (51"30) Lee Ho-joon (48"16)             | 15 dicembre 2024                 | Campionati mondiali                    | Budapest, Ungheria                        |        |

Legenda:  - Record del mondo;  - Record asiatico;

Record non ottenuti in finale: (b) - batteria; (sf) - semifinale; (s) - staffetta prima frazione.

### Donne
| Gara                     | Tempo    | +   | Atleta                                                                                 | Data             | Evento                                 | Luogo                          | Ref    |
| ------------------------ | -------- | --- | -------------------------------------------------------------------------------------- | ---------------- | -------------------------------------- | ------------------------------ | ------ |
| Stile libero             |          |     |                                                                                        |                  |                                        |                                |        |
| 50 m                     | 24"37    |     | Hur Yeon-kyung                                                                         | 24 ottobre 2024  | Coppa del mondo                        | Incheon, Corea del Sud         |        |
| 100 m                    | 54"06    |     | Jeong So-eun                                                                           | 23 ottobre 2021  | Coppa del Mondo                        | Doha, Qatar                    |        |
| 200 m                    | 1'57"94  | b   | Kim Seo-yeong                                                                          | 19 novembre 2017 | Coppa del Mondo                        | Singapore                      | [ 23 ] |
| 400 m                    | 4'05"90  |     | Han Da-kyung                                                                           | 21 ottobre 2021  | Coppa del Mondo                        | Doha, Qatar                    |        |
| 800 m                    | 8'24"06  |     | Han Da-kyung                                                                           | 23 ottobre 2021  | Coppa del Mondo                        | Doha, Qatar                    |        |
| 1500 m                   | 16'43"29 |     | Kim Chae-yun                                                                           | 25 ottobre 2024  | Coppa del mondo                        | Incheon, Corea del Sud         |        |
| Dorso                    |          |     |                                                                                        |                  |                                        |                                |        |
| 50 m                     | 26"67    | b s | Kim San-ha                                                                             | 17 dicembre 2022 | Campionati mondiali                    | Melbourne, Australia           |        |
| 100 m                    | 58"01    | b s | Kim San-ha                                                                             | 18 dicembre 2022 | Campionati mondiali                    | Melbourne, Australia           |        |
| 200 m                    | 2'08"51  |     | Lee Yun-jung                                                                           | 26 ottobre 2024  | Coppa del mondo                        | Incheon, Corea del Sud         |        |
| Rana                     |          |     |                                                                                        |                  |                                        |                                |        |
| 50 m                     | 30"35    |     | Park Si-eun                                                                            | 26 ottobre 2024  | Coppa del mondo                        | Incheon, Corea del Sud         |        |
| 100 m                    | 1'05"36  | b   | Park Si-eun                                                                            | 11 dicembre 2024 | Campionati mondiali                    | Budapest, Ungheria             |        |
| 200 m                    | 2'19"58  |     | Kim Hye-Jin                                                                            | 24 ottobre 2024  | Coppa del mondo                        | Incheon, Corea del Sud         |        |
| Farfalla                 |          |     |                                                                                        |                  |                                        |                                |        |
| 50 m                     | 25"61    |     | Jeong So-eun                                                                           | 22 ottobre 2021  | Coppa del Mondo                        | Doha, Qatar                    |        |
| 100 m                    | 56"87    |     | Kim Seo-yeong                                                                          | 26 ottobre 2024  | Coppa del mondo                        | Incheon, Corea del Sud         |        |
| 200 m                    | 2'03"65  |     | Choi Hye-ra                                                                            | 9 novembre 2011  | Coppa del Mondo                        | Pechino, Cina                  |        |
| Misti                    |          |     |                                                                                        |                  |                                        |                                |        |
| 100 m                    | 59"39    |     | Kim Seo-yeong                                                                          | 24 ottobre 2024  | Coppa del mondo                        | Incheon, Corea del Sud         | [ 24 ] |
| 200 m                    | 2'06"12  |     | Kim Seo-yeong                                                                          | 18 novembre 2017 | Coppa del Mondo                        | Singapore                      | [ 25 ] |
| 400 m                    | 4'28"11  |     | Kim Seo-yeong                                                                          | 19 novembre 2017 | Coppa del Mondo                        | Singapore                      | [ 26 ] |
| Staffette a stile libero |          |     |                                                                                        |                  |                                        |                                |        |
| 4×50 m                   | 1'42"83  |     | Kim Go-eun (26"31) Park Jin-young (25"65) Kim Ji-hyun (25"84) Hwang Seo-jin (25"03)    | 2 luglio 2013    | Giochi asiatici e arti marziali indoor | Incheon, Corea del Sud         | [ 27 ] |
| 4×100 m                  | 3'40"40  | b   | Jeong So-eun (54"19) Ryu Ji-won (55"67) Han Da-kyung (56"78) Kim Seo-yeong (53"76)     | 16 dicembre 2021 | Campionati mondiali                    | Abu Dhabi, Emirati Arabi Uniti |        |
| 4×200 m                  | 8'11"15  | b   | Lee Keo-ra (2'00"16) Lee Ji-eun (2'02"33) Jung Ji-yeon (2'04"99) Shim Min-ji (2'03"67) | 5 aprile 2006    | Campionati mondiali                    | Shanghai, Cina                 |        |
| Staffette miste          |          |     |                                                                                        |                  |                                        |                                |        |
| 4×50 m                   | 1'48"24  | b   | Kim San-ha (26"67) Moon Su-a (31"18) Kim Seo-yeong (25"83) Hur Yeon-kyung (24"56)      | 17 dicembre 2022 | Campionati mondiali                    | Melbourne, Australia           |        |
| 4×100 m                  | 3'56"66  | b   | Kim San-ha (58"01) Moon Su-a (1'06"87) Kim Seo-yeong (57"79) Hur Yeon-kyung (53"99)    | 18 dicembre 2022 | Campionati mondiali                    | Melbourne, Australia           |        |

Legenda:  - Record del mondo;  - Record asiatico;

Record non ottenuti in finale: (b) - batteria; (sf) - semifinale; (s) - staffetta prima frazione.

### Mista
| Gara                     | Tempo   | + | Atleta                                                                              | Data             | Evento              | Luogo              | Ref |
| ------------------------ | ------- | - | ----------------------------------------------------------------------------------- | ---------------- | ------------------- | ------------------ | --- |
| Staffetta a stile libero |         |   |                                                                                     |                  |                     |                    |     |
| 4x50 m                   | 1'32"17 | b | Kim ji-hun (21"66) Ji Yu-chan (20"90) Jeong So-eun (25"09) Hur Yeon-kyung (24"52)   | 13 dicembre 2024 | Campionati mondiali | Budapest, Ungheria |     |
| Staffetta mista          |         |   |                                                                                     |                  |                     |                    |     |
| 4x50 m                   | 1'40"12 | b | Kim Seung-won(27.40) Choi Dong-yeol (26.03) Jeong So-eun (26.31) Ji Yu-chan (20.38) | 11 dicembre 2024 | Campionati mondiali | Budapest, Ungheria |     |

Legenda:  - Record del mondo;  - Record asiatico;

Record non ottenuti in finale: (b) - batteria; (sf) - semifinale; (s) - staffetta prima frazione.